# El gato verde
El gato verde (緑の猫 Midori no Neko?) es el primer episodio de anime del manga Lion Books.  Fue el primer intento de realización de un OVA por parte del famoso director y dibujante Osamu Tezuka.

## Concepto
La idea original era crear un anime de 26 episodios para su comercialización sin depender de las cadenas de televisión. "El gato verde" es recordado como el primer intento de producir un OVA, se lanzó el 10 de octubre de 1983.   Si el episodio se terminó independientemente el 1 de octubre sin la continuación de próximos episodios, entonces podría haber sido calificado como el primer OVA. La animación Dallos es considerado el primer OVA lanzado por la industria del anime.

## Historia
La historia trata sobre el misterio de un gato verde y un detective privado que investiga el origen del animal.  Se creía que el gato daba buena suerte, pero con el tiempo traía la desgracia a todos aquellos con los que entraba en contacto.  La historia fue tomada del capítulo 5 del manga Lion Books de los años 50.

## DVD
Fue relanzada en formato DVD el 21 de marzo de 2003 en el mismo disco que Amefuri Kozo.

## Personal
- Director: Osamu Tezuka

- Guionista: Hiroshi Nishimura

- Música: Reijiro Koroku

- Director de arte: Seiji Miyamoto

- Director de animación: Hiroshi Nishimura